# Eleccions territorials de 2017 a Còrsega
Les eleccions territorials de 2017 a Còrsega són el procés electoral a dues voltes, el 3 i el 10 de desembre, per elegir els 63 membres de l'Assemblea de la nova entitat territorial única de Còrsega, dotada de més pes polític i econòmic, resultat de la fusió, a partir de l'1 de gener del 2018, entre l'administració regional i els dos departaments preexistents.

## Primera volta
En la primera volta, la llista de la coalició Pè a Corsica (Per Còrsega) liderada per Gilles Simeoni va aconseguir el 45,36% dels vots, deu punts per sobre dels resultats que els van donar la victòria en les anteriors eleccions territorials de desembre del 2015. En el seu programa figuren com a elements essencials: negociar en tres anys un verdader estatut d'autonomia aplicable en deu, aconseguir una llei d'amnistia per als que consideren presos polítics, així com la cooficialitat de la llengua corsa.
Les altres sis candidatures van quedar molt per darrere de la coalició governant. En superar la barrera del 7% també van passar a la segona volta tant la dreta regionalista, que va obtenir el 14,97%, com l'altra llista conservadora, recolzada pels Republicans, que es va quedar en el 12,77%, i La República en Marxa, el partit de Macron, que es va emportar un 12,26%.

## Segona volta
El resultats de la segona volta, celebrada el 10 de desembre, amb una participació del 52,63%, van donar la majoria absoluta a la llista nacionalista Pè a Corsica de Gilles Simeoni que va obtenir el 56,46% dels vots, corresponent-li dos terços dels 63 escons de la nova cambra. Aparentment van contribuir al seu resultat les butlletes de l'altra llista d'independentistes que no va passar de la primera volta en no arribar, aleshores, al 7% mínim exigit.
La resta d'escons van quedar per a la dreta regionalista, que va obtenir el 18,29% dels vots, la República en Marxa, amb un 12,67%, i els Republicans, amb el 12,57%.